# Sempervivum atropatanum
Sempervivum atropatanum är en fetbladsväxtart som beskrevs av J.A.N. Parnell. Sempervivum atropatanum ingår i släktet taklökar, och familjen fetbladsväxter. Inga underarter finns listade i Catalogue of Life.